# Ivo de Huntingdonshire
San Ivo de Huntingdonshire o Ivo de Ramsey, fue un ermitaño, obispo de Cornualles, que se convirtió en el santo epónimo de la población de Saint Ives, Cambridgeshire. Gozaba con de gran prestigio entre los suyos, y llevaba una vida de férrea disciplina de cara a sí mismo. Él y tres compañeros se establecieron en ermitas en sitios alejados, para vivir en paz, penitencia y soledad. Murieron en el siglo VII y con el tiempo se olvidó la gente de ellos. Su festividad es el 24 de abril.
Aparece en las fuentes históricas en 1001, porque un campesino supuestamente encontró su féretro, mientras araba en Slepe, más tarde renombrado Saint Ives. El Abad de Ramsey, Eadnoth el Joven, fundó un monasterio allí. [2] El 24 de abril de 1002, el abad Eadnoth tradsladó los restos de Ivo, junto con dos de sus compañeros, a la casa matriz, la abadía de Ramsey, donde se le atribuyen muchos milagros.
Un siglo más tarde, apareció una luz sobre la abadía. Todos la interpretaron como un significado claro de que eran los huesos de san Ivo deberían ser llevados a Slepe, en donde se fundó una nueva abadía que dio a conocer mejor la reliquia de san Ivo.
Ivo era cornuallés y no persa, como aseguraba una leyenda medieval, recogida por Goscelin,.
En el arte aparece este santo como un sereno y prudente eremita persa al que se le concede el honor de ser obispo. Hoy es venerado en Huntingdonshire.